# راي كورلي
راي كورلي (بالإنجليزية: Ray Corley)‏ مواليد 1 يناير 1928 في نيويورك - الوفاة 5 فبراير 2007، كان لاعب كرة سلة أمريكي. بدأ مسيرته الاحترافية في سنة 1949. بلغ طوله 6 قدم 0 بوصة (1.8 م). اعتزل اللعب في 1953.

## المسيرة الاحترافية
لعب مع فيلادلفيا سفنتي سيكسرز في موسم 1949–1950، ثم لعب مع بالتيمور باليتس في موسم 1950–1951، ثم لعب مع أتلانتا هوكس في سنة 1951، ثم لعب مع ديترويت بيستونز في موسم 1952–1953.

## روابط خارجية
- راي كورلي على موقع إن بي أي (الإنجليزية)
- راي كورلي على موقع سبورتس رفرنس (الإنجليزية)
- راي كورلي على موقع كلية كرة السلة في سبورتس رفرنس.كوم (الإنجليزية)
- راي كورلي على موقع ريلجم (الإنجليزية)
- راي كورلي على موقع بروبوليرز (الإنجليزية)